# Katō Tomosaburō

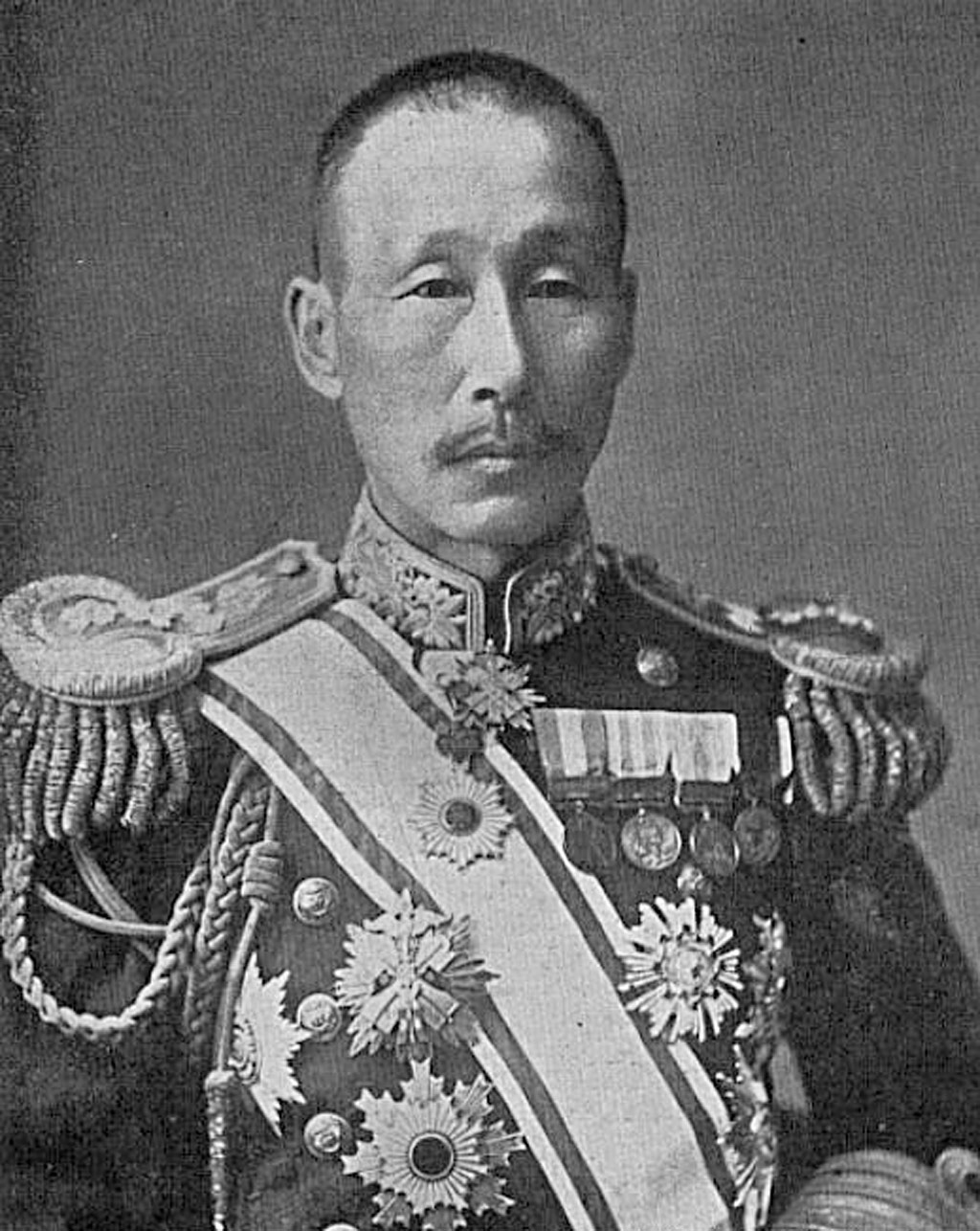
Katō Tomosaburō (1917)

Katō Tomosaburō (jap. 加藤 友三郎; * 1. April 1861 (traditionell: Bunkyū 1/2/22) in Hiroshima; † 24. August 1923 in Tokio) war ein japanischer Politiker und der 21. Premierminister von Japan vom 12. Juni 1922 bis zum 24. August 1923. – 1920 Baron, 1923 Vizegraf.
Er besuchte die Marinehochschule und machte seinen Abschluss im siebten Jahrgang. Im Russisch-Japanischen Krieg diente er als Stabschef der Vereinigten Flotte neben Admiral Tōgō Heihachirō auf dem Schlachtschiff Mikasa und half mit, Japan zum Sieg über die Russen in der Seeschlacht bei Tsushima zu führen.
Im Jahr 1915 wurde er zum Admiral ernannt und diente als Marineminister im Kabinett von Ōkuma Shigenobu, Terauchi Masatake, Hara Takashi, und Takahashi Korekiyo. Unter Hara und Takahashi war er als Vertreter Japans bei der Washingtoner Flottenkonferenz. Als er nach Japan zurückkehrte, wurde er in Anerkennung seiner Leistung bei der Konferenz zum Premierminister ernannt.
Kurze Zeit später erkrankte er an Darmkrebs und starb nach einem Jahr an dessen Folgen. Einen Tag vor seinem Tod wurde er zum Großadmiral (gensui kaigun taishō) und postum zum Vizegraf (shishaku) ernannt. Postum erhielt er ebenfalls den Chrysanthemenorden.